# Polygala sedoides
Polygala sedoides är en jungfrulinsväxtart som beskrevs av Alfred William Bennett. Polygala sedoides ingår i släktet jungfrulinssläktet, och familjen jungfrulinsväxter. Inga underarter finns listade i Catalogue of Life.